# Socket 1
Le Socket 1, originellement appelé le socket "OverDrive", était le deuxième d'une série de sockets standards créé par Intel dans lequel différents microprocesseurs x86 pouvaient être insérés. C'était une amélioration du premier socket standard d'Intel en PGA 168 pins, et le premier avec un nom officiel. Le Socket 1 a été conçu pour installer des 486 "Overdrive".
Le Socket 1 était un socket LIF/ZIF PGA (17×17) de 169 pins conçus pour les processeurs 5 V, 16-33 MHz 486 SX, 486 DX, 486 DX2 et DX4 Overdrive.